# Jiří Mareš (pedagog)
Jiří Mareš (* 3. srpna 1942 Praha) je český vědec a vysokoškolský pedagog, působící v pedagogice, pedagogické psychologii a sociální medicíně.
V pedagogice a pedagogické psychologii se zabýval komunikací a interakcemi v edukačním prostředí, styly učení žáků i vysokoškolských studentů, sociálním klimatem školy a třídy, učitelským pojetím výuky a žákovým pojetím učiva. Je autorem relevantních přehledových a metodologických studií, iniciátorem obohacování inventáře výzkumných nástrojů, objevitelem a protagonistiu „vynořujících se“ témat a iniciátorem diskusí, např. o standardu přípravného vzdělávání učitelů či o hodnocení vysokoškolské výuky studenty.
V medicínské oblasti se zaměřuje na komunikaci mezi pacientem a lékařem, zabývá se pacientovým pojetím nemoci a zdraví, strachem a bolestí u dětských pacientů a zvládáním zátěžových situací u zdravotníků. Stěžejním tématem je kvalita života dětí a dospívajících i specifických skupin populace, včetně seniorů a pacientů s frekventovanými nemocemi a obtížemi. Napsal více než dvě desítky monografií, téměř tři stovky časopiseckých studií, kapitol v knihách, příspěvků ve sbornících a dalších publikací.

## Členství
Jiří Mareš je aktivní ve vědeckých společnostech, radách a odborných grémiích. Je členem Českomoravské psychologické společnosti, Asociace školních psychologů, Společnosti pro výchovu a Společnosti pro studium a léčbu bolesti České lékařské společnosti J. E. Purkyně. Byl spoluzakladatelem České asociace pedagogického výzkumu, v níž se angažuje tři desetiletí. V roce 2019 mu bylo uděleno čestné členství.
Stal se členem Vědecké rady Lékařské fakulty UK v Hradci Králové, Pedagogické fakulty UK v Praze, Fakulty sociálních studií MU v Brně, Výzkumného ústavu detskej psychológie a patopsychologie v Bratislavě, pracuje v několika oborových radách. Je dlouholetým členem výkonné redakční rady časopisu Pedagogika, do nějž přispívá. Působí v redakčních radách časopisů Školský psycholog a Ošetřovatelství. Působil jako vedoucí pracovní skupiny pro pedagogiku, psychologii a kinantropologii Akreditační komise ČR. V ní mj. inicioval a prosadil akreditaci oborových rad v didaktikách a vytvořit minimální standard přípravného vzdělávání učitelů s poměrným zastoupením oborového, pedagogicko-psychologického a praktického komponentu.

## Publikační činnost (výběr)

### Monografie
1. Helus, Z., Kulič, V., Hrabal, V., Mareš, J. (1979). Psychologie školní úspěšnosti žáků. Praha: SPN, Praha, 263 s.
2. Helus, Z., Kulič, V., Mareš, J. (1979).  Základní teoretické a metodologické problémy pedagogické diagnostiky. Praha: Ústav školských informací při MŠ ČSSR, 179 s.
3. Strnad, L., Mareš, J., Rybářová, M., Vokrouhlický, L. (1989). Jak studovat na lékařské fakultě. Praha: Avicenum, 105 s.
4. Mareš, J., Křivohlavý, J. (1990). Sociální a pedagogická komunikace ve škole. Praha:  SPN, 161 s. ISBN 80-04-21854-7.
5. Mareš, J. (1991).  Studentské posuzování jako jedna z metod hodnocení vysokoškolské výuky. Praha: SPN, 153 s.
6. Mareš, J. (1992). Psychodiagnostika podporovaná počítačem. Praha: Ústav pro informace ve vzdělávání, 70 s. ISBN 80-211-0121-0.
7. Mareš, J., Křivohlavý, J. (1995). Komunikace ve škole. Brno: Masarykova univerzita, 210 s. ISBN 80-210-1070-3.
8. Mareš, J., Slavík, J., Svatoš, T., Švec, V. (1996). Učitelovo pojetí výuky. Brno: Masarykova univerzita, 91 s. ISBN 80-210-1444-X.
9. Mareš, J. a kol. (1997). Dítě a bolest. Praha: Grada-Avicenum, 320 s. ISBN 80-7169-267-0.
10. Mareš, J. (1998). Styly učení u žáků a studentů. Praha: Portál, 239 s. ISBN 80-7178-246-7.
11. Hodačová, L., Srb, V., Mareš, J. (1999). Nové veřejné zdraví v podmínkách udržitelného rozvoje. Praha: Karolinum, 62 s. ISBN 80-7184-769-0.
12. Čáp, J., Mareš, J. (2001). Psychologie pro učitele (1. vydání). Praha: Portál, 656 s. ISBN 80-7178-463X.
13. Čáp, J., Mareš, J. (2001). Psychologie pro učitele (2. přepracované vydání).  Praha: Portál, 656 s. ISBN 80-7367-273-1.
14. Sak, P., Mareš, J., Nová, H., Richter, V., Saková, K., Skalková, J. (2007). Člověk a vzdělání v informační společnosti: vzdělání a život v komputerizovaném světě. Praha: Portál, 296 s. ISBN 978-80-7367-230-0.
15. Řehulková, O., Řehulka, E.,  Blatný, M., Mareš, J. (Eds.) (2008). Quality of Life in the Contexts of Health and Illness. Brno: MSD, 162 s. ISBN 978-80-7392-073-9.
16. Mareš, J., Došlá, Š. (2008). Studentské posuzování kvality výuky na celouniverzitní úrovni. Brno: MSD, 145 s. ISBN 978-80-7392-075-3.
17. Mareš, J. (2012). Posttraumatický rozvoj člověka. Praha: Grada, 200 s. ISBN 978-80-247-3007-3.
18. Mareš, J. (2013). Pedagogická psychologie. Portál, Praha, 704 s. ISBN 978-80-262-0174-8.
19. Mareš, J., Gigalová, V., Hodačová, L., Skorunka, D., Vachková, E. (2016). Péče zaměřená na zvláštnosti pacienta. Brno: MSD, 192 s. ISBN 978-80-7392-259-7.
20. Mareš, J., Cígler, H., Hadaš, L., Hadašová, J. (2018). Individualizovaná péče o pacienta. Brno: MSD, 120 s. ISBN 978-80-7392-304-4.
21. Gavora, P., Mareš, J., Svatoš, T., Wiegerová, A.  (2020). Self - Efficacy v edukačních souvislostech II. Zlín: Univerzita Tomáše Bati, 2020. 140 s. ISBN 978-80-7454-949-6.